# 玛格丽特·萨姆纳
玛格丽特·萨姆纳（英語：Margaret Sumner，1941年7月7日—2022年10月16日），澳大利亚女子草地滚球运动员。她曾代表澳大利亚参加1998年英联邦运动会草地滚球比赛，获得一枚银牌。